# رولشتاین
رولشتاین (به انگلیسی: Ravelstein) رمانی است نوشته سال بلو نویسنده آمریکایی. این رمان در ۲۴ آوریل ۲۰۰۰ از سوی نشر وایکینگ پرس در آمریکا منتشر شد. این کتاب آخرین رمان این نویسنده است. شخصیت اصلی رمان، آبه رولشتاین، الهام گرفته از شخصیت آلن بلوم، فیلسوف و دوست صمیمی سال بلو است که در سال ۱۹۹۷ درگذشت. شخصیت راوی رمان، چیک، نیز بی‌شباهت به خود سال بلو نیست .

## ترجمه به فارسی
این رمان در سال ۱۳۹۲ با ترجمه منصوره وحدتی احمدزاده از سوی کتاب آمه در ۲۷۷ صفحه منتشر شده است.